# Alistilus jumellei
Alistilus jumellei är en ärtväxtart som först beskrevs av René Viguier, och fick sitt nu gällande namn av Bernard Verdcourt. Alistilus jumellei ingår i släktet Alistilus och familjen ärtväxter. Inga underarter finns listade i Catalogue of Life.